# Grammonota angusta
Grammonota angusta là một loài nhện trong họ Linyphiidae. Chúng được Charles Denton Dondale miêu tả năm 1959.